# 技術的行政学
技術的行政学（ぎじゅつてきぎょうせいがく）は、行政学のアプローチのひとつ。政治学者のウッドロウ・ウィルソンによって提唱された。初めて本格的・体系的に成立した行政学であることから、正統派行政学とも称される。
その最大の特徴として、政治と行政を徹底的に峻別していることが挙げられる。技術的行政学が成立する以前、行政の研究は、ウィルソン自身がそうであったように、全て政治学者によって行われていた。そのため、研究の内容も政治学、特に権力論のアプローチを応用したものが主流であった。しかし、ウィルソンら一部の政治学者は、行政には行政独自の性質があり、政治学の視点に固執していたのでは行政に特有の現象を十分に解明することができないだろうと感じ始めていた。彼らによれば、政治とは各人の価値観や利害が衝突する現象で、それを分析する際には闘争や権力の観念が大きな意味を持ってくる。しかし、行政とは規則に基づいて国家の任務を淡々と遂行する行為であり、そこではむしろ効率や合理化こそが重要なのだという。その結果、1920年代の後半には、政治と行政を全く別のものとして考える必要性が認識された。
技術的行政学の主唱者は、政治学に代わって経営学の成果を行政学に取り込んだ。特に、チェスター・バーナードやハーバート・サイモンの組織論は、企業以外の組織にも十分応用できるものだったために重用された。
1920年代から1940年代のアメリカ合衆国で盛んであったが、現代でもこのアプローチを採る行政学者は多い。
政治と行政の同一性を説き、立法機関の行政機能や行政機関の立法機能に着目して研究を進めた機能的行政学と対比される。
スポイルズ・システム（猟官制）の弊害を指摘し、メリット・システム（資格任用制）の採用を肯定的に評価した。
外的責任論の立場に立って、特に議会による行政統制の重要性を指摘した。